# ピエール・フォシャール
ピエール・フォシャール（仏:Pierre Fauchard、1678年 - 1761年3月22日）はフランスの歯科医師、歯学者。フランスで長きに渡り歯科治療を続けるとともに、多様な症例を記録し、『歯科外科医あるいは歯科概論 (Le Chirurgien Dentiste, ou Traité des dents)』を出版して、18世紀のフランスにおける歯科医学を大きく発展させ、「近代歯科医学の父」と呼ばれた。大道医者や理髪師が行い、非科学的な方法が横行していた当時の歯科治療を科学的に考察し、「歯科医師」という独立した職業として誕生させた。

## 経歴
1678年にフランスブルターニュの裕福な家で出生。15歳のときにフランス海軍に従軍して同軍軍医見習生となった。海軍を退職後の1698年にアンジェで歯科医の開業医になった。1718年にパリに転居して同地にも歯科診療所を開業した。1761年に83歳のとき同地で死去。

## 著書
- Le Chirurgien Dentiste, ou Traité des dents
- Der Französische Zahnarzt（邦題:フランスの歯科医師、1733年）